# Círculo Escéptico

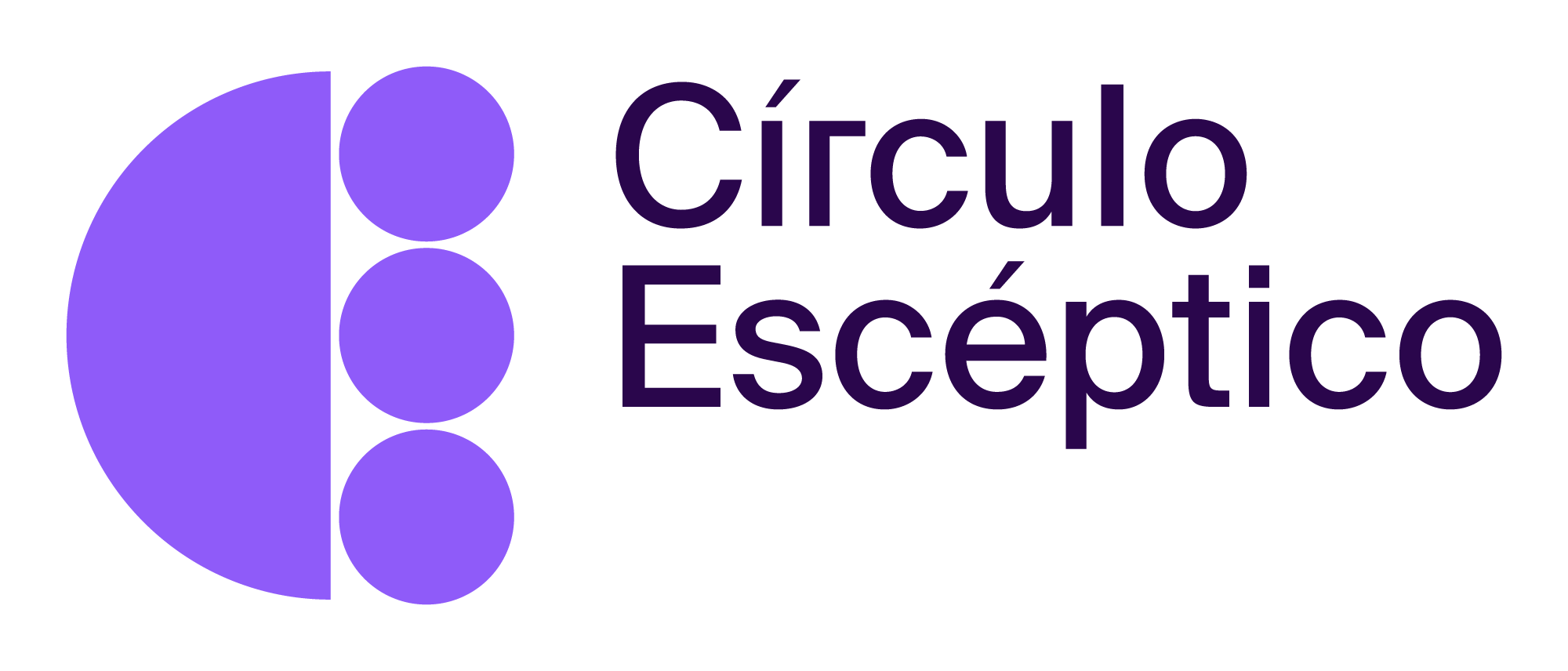
Logo del Círculo Escéptico.

El Círculo Escéptico es una organización sin ánimo de lucro de corte racionalista fundada en España, que se dedica a cuestionar de forma científica las afirmaciones paranormales y las pseudociencias, posicionándose en favor del pensamiento crítico, el escepticismo y la divulgación científica. Junto con ARP-SAPC son las dos principales organizaciones de escépticas españolas.

### Premio José Carlos Pérez Cobo
Desde 2016 entregan el premio José Carlos Pérez Cobo que se otorga a artículos de prensa escritos en español que fomenten el pensamiento crítico y el escepticismo científico.
| año  | persona           | artículo                                                                     |
| ---- | ----------------- | ---------------------------------------------------------------------------- |
| 2016 | Sergio Ferrer     | Deja de respirar, el oxígeno te está matando                                 |
| 2017 | Ángela Bernardo   | El cuento chino                                                              |
| 2018 |                   |                                                                              |
| 2019 | Javier Cavanilles | Experimento Stuka: Castellón nunca fue Guernica                              |
| 2020 | Esther Samper     | Los colegios de médicos siguen protegiendo a sus pseudoterapeutas colegiados |